# 苏旭明
苏旭明（Charoen Sirivadhanabhakdi，1944年5月2日—）是一位泰國華人企業家，潮商，泰国酿酒集團創辦人。

## 生平
祖籍广东澄海，他的父親是街頭攤販，現在已婚有5個小孩，是泰国的一个酿酒厂的创办人。其创办的TCC集团是泰国大企业之一，旗下包括泰国酿酒和透過新加坡星獅集團持有越南乳業17.54%股權。2016年1月8日TCC集團旗下的Berli Jucker公司以6.55亿欧元收购越南麦德龙集团19个超市及相关不动产。
2016年3月底，TCC集團旗下的Berli Jucker公司以34.6億美元，向英國樂購（Tesco）集團買下連鎖量販店密西中心 58.6%的持股，5月11日股權收購完成後，Berli將擁有Big C超過85%以上的股權。2017年12月17日，TCC集團旗下的泰國釀酒以54億美元，向越南工貿部購西貢釀酒53.59%股權。

## 财富
2018福布斯全球富豪榜泰國首富，旗下企業300多家，除了主要酒業外，尚包含酒店、保險、金融、製造、房地產、農業、旅遊業、媒體、物流、零售業等，產業遍布中國、星馬、越南、法國、澳洲等全世界的巨型企業 （页面存档备份，存于）。2019年10月10日，旗下有的Asset World公開上市。苏旭明在《福布斯》2019年全球億萬富豪榜中名列第87位，資產達到145億美元。